# Dorpskerk Zoeterwoude

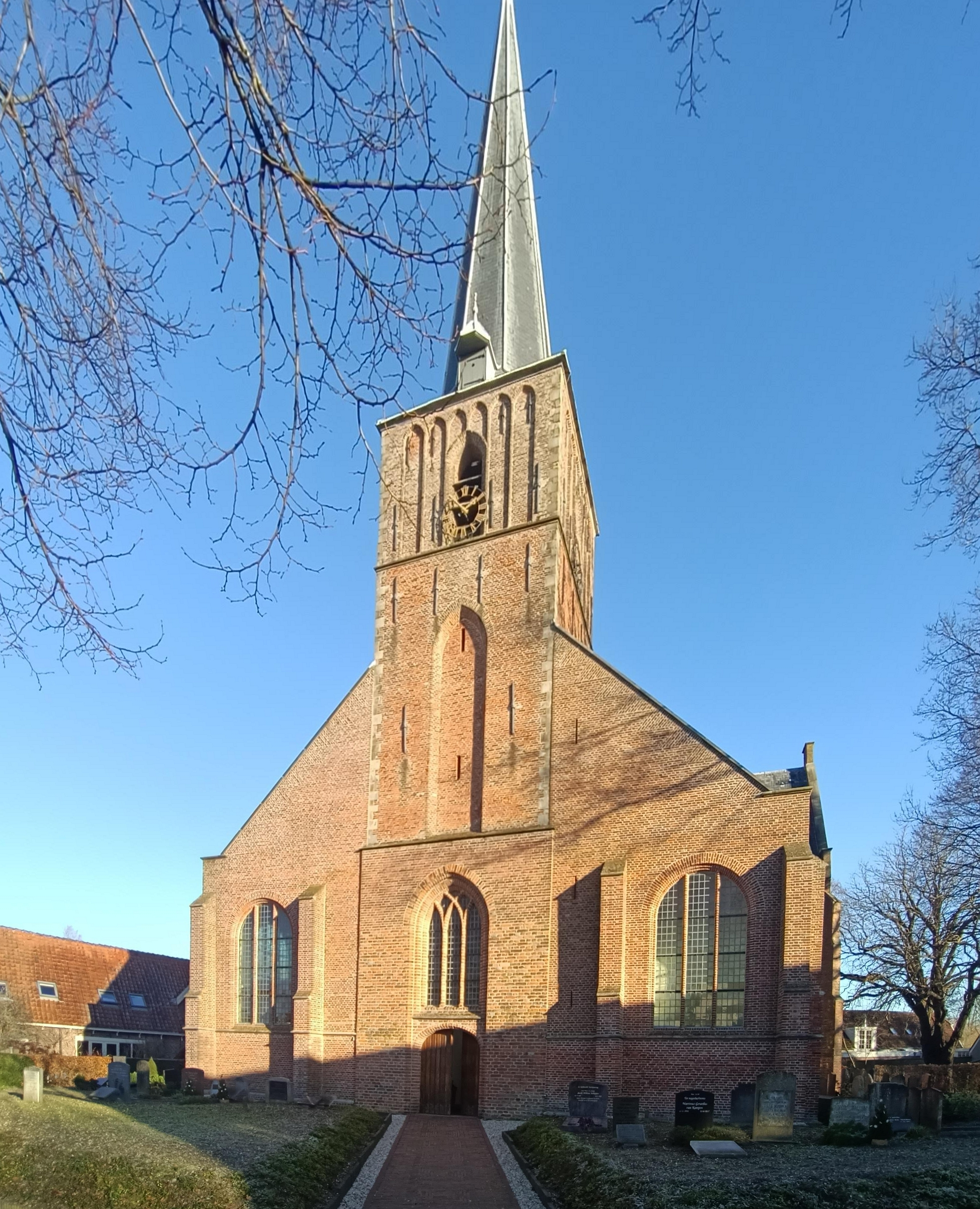
Die Dorpskerk Zoeterwoude

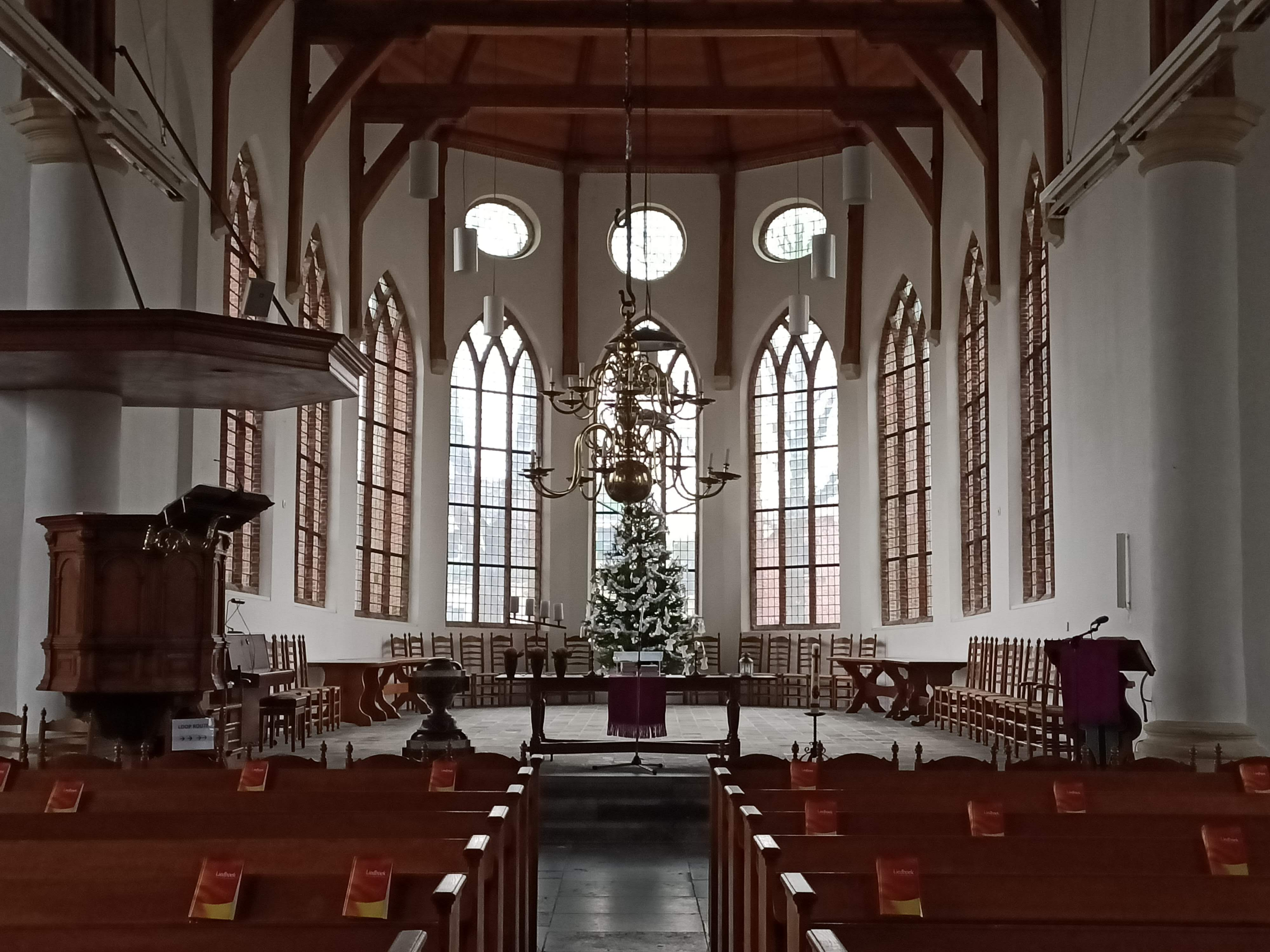
Blick in den Chorraum

Die Dorpskerk Zoeterwoude (deutsch: Dorfkirche, auch: Lebuïnuskerk) ist ein Kirchengebäude der Protestantischen Kirche in den Niederlanden in Zoeterwoude in der Provinz Südholland in den Niederlanden. Das Kirchenschiff sowie der Turm der Kirche sind seit dem Jahr 1968 als Rijksmonumente eingestuft.

## Geschichte
Zoeterwoude entstand im 14. Jahrhundert durch Eindeichungen im Gebiet des Zusammenflusses von Oude Rijn und Vliet. Die Dorfkirche ist eine dreischiffige pseudobasilikale Kirche auf kreuzförmigem Grundriss im Stil der Backsteingotik mit einem fünfseitig geschlossenen Chor und einem in das Kirchenschiff eingebauten dreiteiligen Turm mit einer gotischen Turmspitze. Älteste Teile dieser bis zur Einführung der Reformation den heiligen Lebuin und Johannes gewidmeten Kirche sind der in der zweiten Hälfte des 15. Jahrhunderts erbaute Turm sowie der um 1500 vollendete Chorraum. Das Kirchenschiff und das Querhaus entstanden im Verlauf des 16. Jahrhunderts. Die Kirche, die während der Belagerung von Leiden im Jahr 1574 in Brand geriet, wurde anschließend schrittweise restauriert und erhielt um 1650 ihr heutiges Aussehen. Der Chor wurde erhöht, und dabei wurden die ovale Fenster über den Spitzbogenfenstern eingefügt. Die oberen Teile des Lang- und Querschiffs mussten erneuert werden. Das Innere ist mit einem hölzernen Tonnengewölbe versehen.
Im Zuge einer umfassenden Restaurierung in den Jahren 1949 bis 1957 wurde die Verkleidung des Tonnengewölbes der Kirche aus dem Jahr 1860 erneuert und eine 1862 aufgetragene Putzschicht am Turm entfernt. Zum Ausstattung der Kirche gehören mehrere Grabsteine aus dem 17. und 18. Jahrhundert, eine Kanzel aus Eichenholz, entstanden um 1650, zwei Texttafeln aus dem Jahr 1693 und ein Kupferleuchter, vermutlich aus dem 17. Jahrhundert. Die von den Brüdern Franssen um 1870 gebaute Orgel wurde im Jahr 2014 durch eine von L. van Dam und Söhne im Jahr 1869 erbaute Orgel ersetzt, die ursprünglich in der Reformierten Kirche in Irnsum aufgestellt war. Der Kirchturm wurde um 1954 restauriert. Er enthält eine mechanische schmiedeeiserne Turmuhr aus dem Jahr 1722, die später mit einem elektrischen Aufzug ausgestattet wurde.